# Lluita als Jocs Olímpics d'estiu de 1920
Als Jocs Olímpics de 1920 celebrats a Anvers (Bèlgica) es disputaren 10 proves de lluita, totes elles en categoria masculina, dividint-se en cinc categories de lluita grecoromana i cinc més de lluita lliure.

## Resum de medalles

### Lluita grecoromana
| Prova                  | Or              | Argent          | Bronze            |
| Pes ploma detalls      | Oskari Friman   | Heikki Kähkönen | Fritiof Svensson  |
| Pes lleuger detalls    | Emil Väre       | Taavi Tamminen  | Frithjof Andersen |
| Pes mitjà detalls      | Carl Westergren | Arthur Lindfors | Masa Perttilä     |
| Pes semipesant detalls | Claes Johansson | Edil Rosenqvist | Johannes Eriksen  |
| Pes pesant detalls     | Adolf Lindfors  | Poul Hansen     | Martti Nieminen   |

### Lluita lliure
| Prova                  | Or              | Argent            | Bronze          |
| Pes ploma detalls      | Charles Ackerly | Samuel Gerson     | Philip Bernard  |
| Pes lleuger detalls    | Kalle Anttila   | Gottfrid Svensson | Peter Wright    |
| Pes mitjà detalls      | Eino Leino      | Väinö Penttala    | Charles Johnson |
| Pes semipesant detalls | Anders Larsson  | Charles Courant   | Walter Maurer   |
| Pes pesant detalls     | Robert Roth     | Nat Pendleton     | Fred Meyer      |
| Pes pesant detalls     | Robert Roth     | Nat Pendleton     | Ernst Nilsson   |

## Medaller
| Posició | País         | Or | Argent | Bronze | Total |
| 1       | Finlàndia    | 5  | 5      | 2      | 12    |
| 2       | Suècia       | 3  | 1      | 2      | 6     |
| 3       | Estats Units | 1  | 2      | 3      | 6     |
| 4       | Suïssa       | 1  | 1      | 0      | 2     |
| 5       | Dinamarca    | 0  | 1      | 1      | 2     |
| 6       | Regne Unit   | 0  | 0      | 2      | 2     |
| 7       | Noruega      | 0  | 0      | 1      | 1     |